# Ivan Zupančič
Ivan Zupančič, slovenski fizik, * 14. junij 1930, Ljubljana, † 10. november 1999, Ljubljana

## Življenje in delo
Zupančič je leta 1955 diplomiral na ljubljanski Prirodoslovno-matematično-filozofski fakulteti in 1965  doktoriral na Fakulteti za naravoslovje in tehnologijo v Ljubljani. Strokovno se je izpopolnjeval v Cambridgeu (Združeno kraljestvo). Leta 1954 se je zaposlil na Institutu Jožef Stefan v Ljubljani. V letih 1970−1996 pa predaval na oddelku za fiziko FMF v Ljubljani, od 1983 kot izredni profesor.
Dr. Zupančič je sodeloval pri raziskovanju faznih prehodov v feroelektričnih kristalih z vodikovo vezjo. Zgradil je sistem, ki je zagotovil homogenost magnetnega polja in bil pozneje pomemben za razvoj tomografije. Izdelal je naprave za merjenje jedrske magnetne resonance. V mednarodnih revijah je objavil  preko 100 znanstvenih strokovnih del.